# Marcela Fabiana Lescano
Marcela Fabiana Lescano (n. 1967) es una docente y política argentina de la Unión Cívica Radical, que se desempeñó como senadora nacional por la provincia de Formosa entre 2001 y 2005.

## Biografía
Nació en 1968. Docente de escuela primaria de profesión, en política militó en la Unión Cívica Radical (UCR) formoseña.
En las elecciones legislativas de 2001 fue elegida senadora nacional por la provincia de Formosa (por la tercera banca de la minoría) al encabezar la lista de la Alianza para el Trabajo, la Justicia y la Educación. Asumió en diciembre de 2001 con 33 años de edad, siendo la senadora más joven en la cámara alta en ese momento.
Fue presidenta de la Comisión de Derechos y Garantías. También fue vocal en las comisiones de Apoyo a las Obras del Río Bermejo; de Educación, Cultura, Ciencia y Tecnología; de Población y Desarrollo Humano; de Economías Regionales, Micro, Pequeña y Mediana Empresa; y de Ambiente y Desarrollo Sustentable.
En 2002 fue designada vocal del bloque de la UCR en el Senado, junto con el fueguino Mario Jorge Colazo.
Por sorteo, le había correspondido un mandato de cuatro años que finalizó en 2005.